# Hacı Mehmet Zorlu
Hacı Mehmet Zorlu (* 1919 in Babadağ, Denizli; † 5. Juli 2005 in Istanbul) war ein türkischer Unternehmer und Gründer der Unternehmensgruppe Zorlu Holding.

## Biografie
Mehmet Zorlu war ursprünglich Klein-Weber wie viele der damaligen Einwohner Babadağs, damals einem türkischen Zentrum der Herstellung von Baumwolltextilien. Wie damals im Ort üblich betrieb er mit den Mitgliedern seiner Familie einige Webstühle in seinem Wohnhaus. Da der Handel mit Tuch wesentlich lukrativer war (und ist) als dessen Herstellung, gründete er 1953 das Handelsunternehmen Yükselen Unlimited Company. Nach der Ausweitung der Aktivitäten in die Provinzhauptstadt Denizli etablierten seine Söhne eine erste Filiale in Trabzon, später in Istanbul. Die Textilien wurden von Auftragsnehmern hergestellt. Bis 1961 leitete er das Unternehmen und übergab es dann an seine beiden Söhne Ahmet Nazif und Zeki. Das Geschäft weitete sich stark aus, als 1973 unter dem Markennamen TAC erstmals in der Türkei bedruckte Bettdecken und Leintücher mit einer Länge von 220 cm auf den Markt gebracht wurden. 1989 begann mit der Herstellung von Polyestergarn in der 1976 gegründeten Niederlassung Korteks in Bursa die Ausweitung der Aktivitäten über die Herstellung und den Vertrieb von Baumwollstoffen hinaus. Die Zorlu Holding wurde 1990 eingerichtet. Seitdem hat sich das Unternehmen viele neue Geschäftsbereiche erschlossen, beispielsweise in der Energieerzeugung (seit 1993), der Elektronik (seit 1994) und der Finanzwirtschaft (seit 1997).

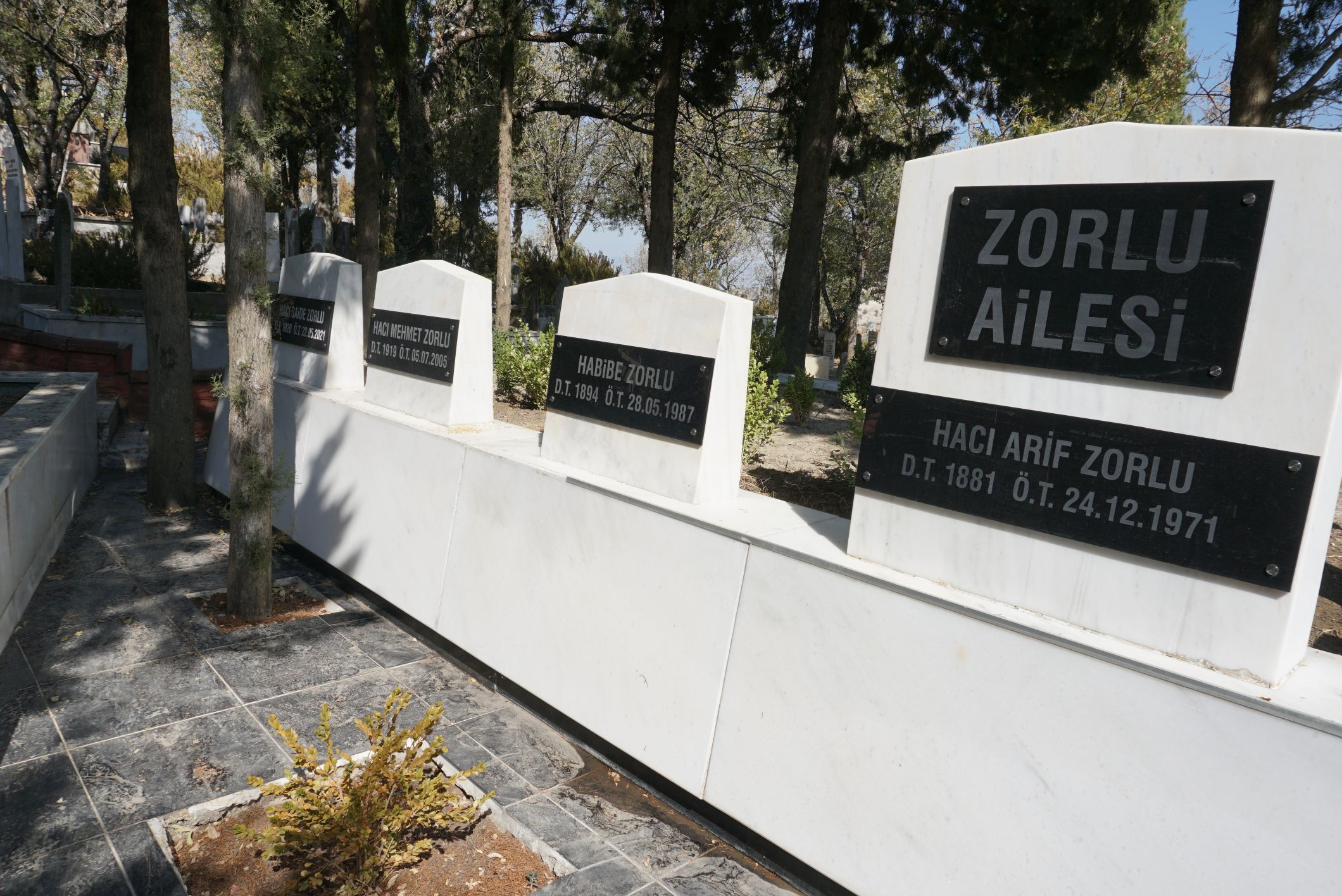
Ganz links: Grabstätte von Hacı Saide Zorlu (1920 – 22. Mai 2021). Rechts davon das Grab von Hacı Mehmet Zorlu. Rechts daneben die Ruhestätte von Habibe Zorlu (1894 – 28. Mai 1987). Ganz rechts: Ruhestätte von Hacı Arif Zorlu (1881 – 24. Dezember 1971), mit dem türkischen Text "Zorlu Ailesi", dt.: "Familie Zorlu".

Hacı Mehmet heiratete im Jahr 1938 Saide Katrancı. Aus der Ehe gingen drei Kinder hervor, die zwei Söhne Ahmet Nazif und Zeki sowie eine Tochter Müzeyyen.
Im Jahre 1999 wurde die seinen Namen tragende Mehmet Zorlu Foundation (Mehet Zorlu Vakfi) gegründet. Sie vergibt jährlich 2000 Stipendien für Studierende, hat Schulen und Technologiezentren in der Türkei gegründet und unterstützt kulturelle Ereignisse und Programme.
Er ist mit seiner Ehefrau und seinen Eltern auf dem Friedhof am südlichen Ortseingang von Babadağ begraben.